# ISO 3166-2:KG
ISO 3166-2:KG — стандарт Международной организации по стандартизации, который определяет геокоды. Является подмножеством стандарта ISO 3166-2, относящимся к Кыргызстану. Стандарт охватывает 7 областей и 1 город — столицу (Бишкек). Каждый геокод состоит из двух частей: кода Alpha2 по стандарту ISO 3166-1 для Кыргызстана — KG и дополнительного кода, записанных через дефис. Дополнительный код образован одно-двухбуквенным кодом созвучно: названию, аббревиатуре названия области, города. Геокоды столицы и областей Кыргызстана являются подмножеством кодов домена верхнего уровня — KG, присвоенного Кыргызстану в соответствии со стандартами ISO 3166-1.

## Геокоды Кыргызстана
Геокоды столицы и 7 областей административно-территориального деления Кыргызстана.
| Геокод | Административная единица | Статус  |
| ------ | ------------------------ | ------- |
| KG-B   | Баткенская               | область |
| KG-N   | Нарынская                | область |
| KG-C   | Чуйская                  | область |
| KG-O   | Ошская                   | область |
| KG-GB  | Бишкек                   | город   |
| KG-T   | Таласская                | область |
| KG-J   | Джалал-Абадская          | область |
| KG-Y   | Иссык-Кульская           | область |

## Геокоды пограничных Кыргызстану государств
- Казахстан — ISO 3166-2:KZ (на севере),
- Узбекистан — ISO 3166-2:UZ (на западе),
- Таджикистан — ISO 3166-2:TJ (на юго-западе),
- Китай — ISO 3166-2:CN (на востоке, на юго-востоке).